# 安定站 (香港)
安定站（英語：On Ting Stop）是香港輕鐵車站之一，代號270，屬單程車票第2收費區（向元朗方向是首個單程車票第2收費區的車站），得名自旁邊的安定邨。
1991年末屯門碼頭至安定／友愛支線通車前是屯門東南端的終點站之一。

## 車站結構

### 車站樓層
| -                 | 上蓋 | 愛定商場H區 |   |  |
| 地面              | 出口 | 友愛邨、愛定商場S區地下層、熟食中心、友愛街市 |   |  |
| 地面              | 月台 | \| 側式 · 開左邊车门 \| \| \| \| \| \| \| \| 輕鐵505綫往兆康（市中心） 輕鐵507綫往田景（市中心） 輕鐵614綫往元朗（市中心） 輕鐵614P綫往兆康（市中心） 輕鐵751綫往天逸（市中心） \| 1 \| \| \| \| 2 \| 輕鐵505綫往三聖（兆麟） 輕鐵507綫往屯門碼頭（兆麟） 輕鐵614綫往屯門碼頭（兆麟） 輕鐵614P綫往屯門碼頭（兆麟） \| \| \| \| 側式 · 開左邊车门 \| \| \| \| \| |   |  |
| 地面              | 出口 | 屯門鄉事會路、友愛邨巴士站 |   |  |
| 側式 · 開左邊车门 |      | |   |  |
|                   |      | 輕鐵505綫往兆康（市中心） 輕鐵507綫往田景（市中心） 輕鐵614綫往元朗（市中心） 輕鐵614P綫往兆康（市中心） 輕鐵751綫往天逸（市中心） | 1 |  |
|                   | 2    | 輕鐵505綫往三聖（兆麟） 輕鐵507綫往屯門碼頭（兆麟） 輕鐵614綫往屯門碼頭（兆麟） 輕鐵614P綫往屯門碼頭（兆麟） |   |  |
| 側式 · 開左邊车门 |      | |   |  |

### 車站月台
安定站月台處於 愛定商場（原「友愛安定商場」）地下，實際位置在友愛邨和安定邨中間的屯門鄉事會路旁，一號月台處於友愛邨範圍，而二號月台較接近屯門鄉事會路；另外友愛邨內亦有另一個輕鐵車站──友愛站，設有2條行人天橋連接 H.A.N.D.S。安定站是少數完全融入周邊建築的輕鐵車站之一，建於 H.A.N.D.S 地下，南行月台設有扶手電梯直達二樓商場，並有行人路連接商場地面商鋪。
為應付人流，1號（即北行）月台經過加長，現長約60米，可同時停泊3輛輕鐵單卡，是目前最多路線使用的月台，共5條：輕鐵614、614P、751綫停泊在月台第1,2卡位置，輕鐵505、507綫停泊在月台第2卡位置(當有拖卡列車到站時會使用第3卡位置)，惟現時暫統一在第2-3卡上落。
兩個月台設有自動售票機、八達通拍卡機等基本設施。

### 車站周邊
- 安定邨
- 友愛邨愛勇樓
- 愛定商場
- 安定郵政局 (已關閉)
- 友愛大排檔
- 安定友愛社區中心
- 兆安苑
- 東華三院鄧肇堅小學

由於此站路線眾多，所以繁忙時間人流非常多，該時段列車班次每兩分鐘一班。

## 歷史

### 開通初期
安定站在屯門東南支線及三聖支線未開通時，2號月台當時是505線（由兆康站開出）、506（由屯門碼頭站開出，在2002年7月14日改由巴士行駛）和507線（由田景站開出）的落客站，而且該月台是沒有任何車票販賣機，所有上述路線的乘客必須在該站下車（而該月台有一台上行的扶手電梯，前往友愛安定商場），然後列車駛到皇珠路橋底調頭，之後空車駛到1號月台上客。

### 屯門支線
屯門支線（屯門碼頭至安定）正在興建的時候，當時所有經市中心輕鐵路線不停安定2號月台，暫時改以友愛站為終點站，直至1991年秋季竣工為止。竣工後，507線率先延長至屯門碼頭，而505、506及612線（現為751線）仍以友愛為終點站，直至1992年2月2日因三聖站啟用，505線延長至三聖，而1994年3月13日，612與722線合併成720線（友愛至天瑞），自此720線（現為751線）及506線（現已改由巴士行駛）改由友愛站為終點站。
由於人流眾多，北行月台擴建至可同時容納三節輕鐵列車停靠。

### 北行棄用最前1/3月台
輕鐵方面稱因為安全理由，2020年3月封閉安定輕鐵站北行最前1/3月台，只有原第二和第三個車位可以使用。

## 外部連結
- 港鐵公司 - 輕鐵街道圖（页面存档备份，存于）
- 港鐵公司 - 輕鐵及巴士服務 - 輕鐵行車時間表（页面存档备份，存于）